# Camponotus cacicus
Camponotus cacicus är en myrart som beskrevs av Carlo Emery 1903. Camponotus cacicus ingår i släktet hästmyror, och familjen myror. Inga underarter finns listade.